# Конкутелли, Пьерлуиджи
Пьерлуиджи Конкутелли (итал. Pierluigi Concutelli; 3 июня 1944, Рим — 15 марта 2023, там же) — итальянский ультраправый террорист. Боевик неофашистской организации «Новый порядок» (Ordine Nuovo). Один из ведущих активистов периода «Свинцовых семидесятых». Убийца судьи Витторио Оккорсио. Осуждён за несколько убийств, отбывал пожизненный срок. Известен под прозвищем Comandante. Автор воспоминаний «Я, чёрный человек. Жизнь между политикой, насилием и тюрьмой» (Io, l’uomo nero. Una vita tra politica, violenza e galera).

## Ранняя неофашистская активность
Под влиянием старших членов семьи с детства увлекался фашистской романтикой. Стал убеждённым приверженцем идей раннего, революционно-синдикалистского фашизма. Отслужив в армии, переехал в Палермо. Учился на сельскохозяйственном факультете городского университета.
Быстро завоевал авторитет в неофашистских молодёжных группировках. Отличился в уличных столкновениях с коммунистами.
Ежедневные организованные драки стали обычным делом. Мы шли туда, двадцать против двухсот. И так каждый день. Просто ад… Поединки, беготня, нападения на бары. Бутылки с «коктейлем Молотова». Практически в каждом баре стали устанавливать вторую огнеупорную дверь… Или фиктивные карточные игры, организованные коммунистами, куда приглашались через знакомых фашисты. Да, засады устраивались с большой смекалкой. Мы тоже так делали.

Пьерлуиджи Конкутелли, «Я, чёрный человек»

В то же время Конкутелли испытывал симпатии к ультралевым боевикам. Он неоднократно подчёркивал, что образцом для него являлись методы «Красных бригад». Особенно ценил ситуации совместных с коммунистами выступлений против либерального государства — подобно римской «Битве в Валле-Джулии». При этом крайне негативно относился к фашистам умеренного и консервативного толка.
Мы все, фашисты и коммунисты, стремились изменить этот мир. Мы вместе с коммунистами оккупировали университеты… Я осознал неправильность борьбы с неправильными людьми в самое неподходящее время. На меня посыпались удары со всех сторон. Ранее я уже получал пощёчины отказавшись защищать режим Франсиско Франко в Испании. Почему меня должен заботить этот испанский джентльмен, систематически гарротирующий республиканских активистов? Тем не менее, в нашей среде было полно кретинов, считавших Франко великим вождём и пылающих страстью установить подобный же псевдофашистский режим в Италии.

Пьерлуиджи Конкутелли
Примкнув к партии Итальянское социальное движение (MSI), Конкутелли быстро разочаровался в её лидерах из-за их «умеренности» и законопослушности. Связался с «Национальным фронтом» Валерио Боргезе, но также вскоре посчитал его консервативным и контрреволюционным.

## Вооружённая борьба. Убийство Оккорсио
Конкутелли организовал подпольные курсы боевой подготовки молодых неофашистов (оружие поступало от ветеранов Республики Сало). В октябре 1969 года впервые арестован. Осуждён на 1 год 2 месяца за незаконное владение оружием. После освобождения установил связь с движением «Новый порядок» и радикальным неофашистом Пино Раути. Вступил в организацию FUAN, студенческий филиал MSI, возглавил её местный филиал. Возобновил военную тренировку неофашистской молодёжи. После запрета «Нового порядка» осенью 1973 года Конкутелли принял решение о переходе к вооружённой борьбе с левыми силами и итальянским государством.
Для получения средств на вооружённое подполье летом 1975 года совершил похищение банкира Луиджи Мариано. Был получен крупный выкуп. Для организации регулярного финансирования группировка Конкутелли установила оперативную связь с мафиозной структурой «Ндрангета». Средства использовались на приобретение оружия и обеспечение нелегалов.
В сентябре 1975 года Конкутелли участвовал в подпольной конференции неофашистских активистов, организованной Стефано Делле Кьяйе. Планировалось объединение «Нового порядка» и Национального авангарда в единую структуру. Однако соглашения достичь не удалось.
Конкутелли вместе с Делле Кьяйе перебрался в Испанию. Участвовал в террористических атаках на испанских ультралевых и баскских сепаратистов. По некоторым данным, посетил также Анголу, где участвовал в гражданской войне на стороне антикоммунистического движения УНИТА.
Весной 1976 года Конкутелли нелегально возвратился в Италию, доставив партию оружия. Ему удалось быстро активизировать боевую структуру «Нового порядка».
10 июля 1976 года Пьерлуиджи Конкутелли и Джанфранко Ферро расстреляли в Риме судью Витторио Оккорсио, курировавшего дела в отношении неофашистов.
Буржуазная юстиция останавливается на пожизненном заключении, революционное правосудие идёт дальше.

Листовка «Нового порядка», оставленная на месте убийства судьи Оккорсио
26 июля 1976 года Конкутелли организовал ограбление филиала Банка труда[уточнить]. Он планировал скрыться из Италии, но 13 февраля 1977 года был обнаружен полицией и арестован. Содержался в тюрьмах особого режима.

## В заключении
13 апреля 1981 года Конкутелли вместе с активистом Марио Тути совершил внутритюремное убийство неофашистского террориста Эрмано Буцци, заподозренного в информировании правоохранительных органов. 10 августа 1982 года по той же причине задушил другого заключённого неофашиста — Кармине Палладино. Буцци и Палладино обвинялись в терактах на Пьяцца Фонтана и на железнодорожном вокзале в Болонье.
16 марта 1978 года суд приговорил Пьерлуиджи Конкутелли к пожизненному заключению за убийство Оккорсио. Ещё два пожизненных срока были назначены за убийства Буцци и Палладино. К четвёртому пожизненному заключению Конкутелли был приговорён за попытки вооружённого мятежа.
25 лет Конкутелли отбыл в условиях строгого режима. Совершил несколько неудачных попыток побега.
В 2002 году условия содержания Конкутелли были смягчены. В 2008 снова ужесточены — после обнаружения у вернувшегося с прогулки Конкутелли гашиша и ножа. С 2009 года по состоянию здоровья переведён под домашний арест. В 2011 году получил отсрочку дальнейшего исполнения приговора на двухлетний испытательный срок и условно вышел из тюрьмы.
В 2008 году опубликована автобиография Пьерлуиджи Конкутелли «Я, чёрный человек» (Io, l’uomo nero), написанная при участии журналиста Джузеппе Ардики.

## Идейная эволюция
Конкутелли никогда не раскаивался в совершённых терактах и убийствах, никогда не скрывал своей причастности к ним. В то же время он не раз высказывал сожаления о «политических ошибках». Главной из них он считает вражду с радикальными коммунистами. Полагает, что «чёрные» должны были объединиться с «красными» в совместной борьбе против буржуазного государства. При этом считает себя фашистом, убеждённым приверженцем Муссолини.
Пьерлуиджи Конкутелли стал своеобразным символом ультраправого терроризма. Его личность и биография вдохновили представителей новой генерации неофашистов. Именно он являлся кумиром и образцом для «Революционных вооружённых ячеек» (NAR) конца 1970-х — начала 1980-х годов. Валерио Фиораванти, Франческа Мамбро и их товарищи несколько раз пытались организовать побег Конкутелли.